# Dyer (Tennessee)
Dyer é uma cidade localizada no estado norte-americano de Tennessee, no Condado de Gibson.

## Demografia
Segundo o censo norte-americano de 2000, a sua população era de 2406 habitantes.
Em 2006, foi estimada uma população de 2420, um aumento de 14 (0.6%).

## Geografia
De acordo com o United States Census Bureau tem uma área de
5,9 km², dos quais 5,9 km² cobertos por terra e 0,0 km² cobertos por água. Dyer localiza-se a aproximadamente 105 m acima do nível do mar.

## Localidades na vizinhança
O diagrama seguinte representa as localidades num raio de 16 km ao redor de Dyer.